# 刀威伯
刀威伯（1917年—1985年9月3日），又名刀承钺，雲南盈江人，傣族，末代干崖土司。

## 生平
刀威伯为第二十三代干崖土司刀京版长子，民国十九年（1930年）承袭父职为第二十四代干崖土司，也是末代干崖土司。民国二十八年（1939年）日军从缅甸入侵，刀威伯曾组建中缅义勇军，并出任滇缅边区敌后游击指挥官。抗日战争结束后，被任命为盈江设治局局长。民国三十七年（1948年）当选为第一届国民大会代表，并担任宪政督导委员会委员。中华人民共和国成立前夕逃往缅甸，被缅政府软禁于眉苗数年。因得其姨父、缅甸首任总统苏瑞泰营救，获得自由。此后在仰光居住，期间曾组织云南自由青年总会并出任理事长。同时，他还曾任缅华文化教育促进会监事、缅甸爱国青年协会常务理事、《亚洲日报》发行人兼主笔等。后又被缅军方囚禁于军营内，在景栋侨领奔走下获释。民国五十五年（1966年）从缅甸前往台湾，恢复国大代表席位。此外，他还曾担任过光复大陆设计研究委员会委员、中印缅锡文化经济协会理事、华侨救国联合总会理事、缅甸云南自由青年总会名誉理事长等。1985年在台北逝世，终年68岁。